# 正当防卫
正当防卫（英語：Right of self-defence；又稱自我防衛，簡稱自衛）是刑法的一种概念，表示「對於現在不法之侵害，為防衛自己或他人之權利所為之行為」。其與緊急避難、自我防衛皆為權利的自力救濟的方式。

## 历史
防衛權的概念最早可追溯至公元前5世纪，當時古罗马的《十二铜表法》第八表第12条规定即為正当防卫的雏形：“如果夜间行窃，就地被杀，则杀死他应认为是合法的。”而中國古代的漢律也有類似的规定：“无故入人室宅庐舍，上人车船，牵引人欲犯法者，其时格杀之，无罪”。《唐律疏议》则规定：“诸夜无故入人家，笞四十，主人登时杀者，勿论。”后世将这种行为称为“格杀勿论”、“打死不论”。
近代成文法对正当防卫的规定，始于1532年制定的神圣罗马帝国《卡罗林纳刑法典》。法国大革命后，1791 年《法国刑法典》也继受了这个古老的法律规定，其第6条规定：“当杀人系出于正当防卫之现实的紧迫情形所支配时，这种杀人是合法的。”另外，《拿破仑法典》和1871年的《德意志帝国刑法典》都继承了类似的规定并加以完善。

## 要件
正当防卫的成立需要满足5个要件：侵害现实存在、侵害正在进行、具有防卫意识、针对侵害人防卫、没有明显超过必要限度。

### 不法侵害
正当防卫的起因必须是具有客观存在的不法侵害。不法侵害既包括侵犯生命、健康权利的行为，也包括侵犯人身自由、公私财产等权利的行为；既包括犯罪行为，也包括违法行为。不应将不法侵害不当限缩为暴力侵害或者犯罪行为。对于非法限制他人人身自由、非法侵入他人住宅等不法侵害，可以实行防卫。不法侵害既包括针对本人的不法侵害，也包括危害国家、公共利益或者针对他人的不法侵害。对于正在进行的拉拽方向盘、殴打司机等妨害安全驾驶、危害公共安全的违法犯罪行为,可以实行防卫。成年人对于未成年人正在实施的针对其他未成年人的不法侵害，应当劝阻、制止；劝阻、制止无效的，可以实行防卫。但是并非针对所有的犯罪行为都可以进行正当防卫，例如贪污罪、渎职罪等等不具有紧迫性和攻击性的犯罪，一般不适用正当防卫制度。
「不法」指法令所不允許的，不必其侵害行為構成犯罪為必要。對於精神病人所為的侵害行為，一般認為可實施正當防衛。
不法侵害应是由人实施的，對於動物的加害動作予以反擊，原則上係緊急避難而非正當防衛。
不法侵害必须现实存在。如果防卫人误以为存在不法侵害，那么就构成假想防卫。假想防卫不属于正当防卫，如果其主观上存在过失，且刑法上对此行为规定了过失罪的，那么就构成犯罪，否则就是意外事件。

### 侵害現在性
不法侵害正在进行的时候，才能合法益造成威胁和紧迫性，因此才可以使防卫行为具有合法性。
不法侵害的开始时间——对于不法侵害已经形成现实、紧迫危险的，应当认定为不法侵害已经开始；例如恐怖分子在放置炸弹后，即使尚未引爆炸弹，但也构成不法侵害；为了杀人而侵入他人住宅的，即使尚未着手杀害行为，但也被视为不法侵害行为已经开始。
不法侵害的结束时间——对于不法侵害虽然暂时中断或者被暂时制止，但不法侵害人仍有继续实施侵害的现实可能性的，应当认定为不法侵害仍在进行；对于不法侵害人确已失去侵害能力或者确已放弃侵害的，应当认定为不法侵害已经结束。在财产犯罪中，不法侵害人虽已取得财物，但通过追赶、阻击等措施能够追回财物的，可以视为不法侵害仍在进行。例如：抢劫犯夺走他人财物，虽然抢劫罪已经完成，但是防卫人仍然可以当场施以暴力夺回财物，这也被视为正当防卫。
在上述开始时间之前或者结束时间之后进行的防卫，属于防卫不适时。具体分为：事前防卫（事前加害）或者事后防卫（事后加害）。前者被俗称为“先下手为强”。防卫不适时不属于正当防卫，有可能还会构成犯罪行为。
對於侵害行為正在進行有學說以「侵害的現在性」來解釋，僅有現在侵害時得主張正當防衛:247，並以特定界線來劃分過去及未來侵害之時間點，見下圖:248：
|  |  |          |          |          |          |          |          |  |  |                                             |                                             |                                             |                                             |                                             |                                             |  |  |          |          |          |          |          |          |  |  |  |  |                                                     |                                                     |                                                     |                                                     |                                                     |                                                     |  |  |          |          |          |          |          |          |  |  |
|  |  |          |          |          |          |          |          |  |  |                                             |                                             |                                             |                                             |                                             |                                             |  |  |          |          |          |          |          |          |  |  |  |  |                                                     |                                                     |                                                     |                                                     |                                                     |                                                     |  |  |          |          |          |          |          |          |  |  |
|  |  | 過去侵害 | 過去侵害 | 過去侵害 | 過去侵害 | 過去侵害 | 過去侵害 |  |  | 侵害可否挽救 （得以挽救之侵害才屬現在侵害） | 侵害可否挽救 （得以挽救之侵害才屬現在侵害） | 侵害可否挽救 （得以挽救之侵害才屬現在侵害） | 侵害可否挽救 （得以挽救之侵害才屬現在侵害） | 侵害可否挽救 （得以挽救之侵害才屬現在侵害） | 侵害可否挽救 （得以挽救之侵害才屬現在侵害） |  |  | 現在侵害 | 現在侵害 | 現在侵害 | 現在侵害 | 現在侵害 | 現在侵害 |  |  |  |  | 法益是否處於急迫受威脅 (處於急迫受威脅才屬現在侵害) | 法益是否處於急迫受威脅 (處於急迫受威脅才屬現在侵害) | 法益是否處於急迫受威脅 (處於急迫受威脅才屬現在侵害) | 法益是否處於急迫受威脅 (處於急迫受威脅才屬現在侵害) | 法益是否處於急迫受威脅 (處於急迫受威脅才屬現在侵害) | 法益是否處於急迫受威脅 (處於急迫受威脅才屬現在侵害) |  |  | 未來侵害 | 未來侵害 | 未來侵害 | 未來侵害 | 未來侵害 | 未來侵害 |  |  |

对于不法侵害是否已经开始或者结束，应当立足防卫人在防卫时所处情境，按照社会公众的一般认知，依法作出合乎情理的判断，不能苛求防卫人。对于防卫人因为恐慌、紧张等心理，对不法侵害是否已经开始或者结束产生错误认识的，应当根据主客观相统一原则，依法作出妥当处理。

### 防卫意识
正当防卫要求防卫人具有防卫认识和防卫意志。前者是指防卫人认识到不法侵害正在进行；后者是指防卫人出于保护合法权益的动机。
防卫挑拨、相互鬥毆、偶然防卫等都是不具有防卫意识的行为。
- 防卫挑拨——正当防卫必须是为了使国家、公共利益、本人或者他人的人身、财产和其他权利免受不法侵害。对于故意以语言、行为等挑动对方侵害自己再予以反击的防卫挑拨，不应认定为防卫行为。[1]
- 相互鬥殴——防卫行为与相互斗殴具有外观上的相似性，准确区分两者要坚持主客观相统一原则，通过综合考量案发起因、对冲突升级是否有过错、是否使用或者准备使用凶器、是否采用明显不相当的暴力、是否纠集他人参与打斗等客观情节，准确判断行为人的主观意图和行为性质。因琐事发生争执，双方均不能保持克制而引发打斗，对于有过错的一方先动手且手段明显过激，或者一方先动手，在对方努力避免冲突的情况下仍继续侵害的，还击一方的行为一般应当认定为防卫行为。双方因琐事发生冲突，冲突结束后，一方又实施不法侵害，对方还击，包括使用工具还击的，一般应当认定为防卫行为。不能仅因行为人事先进行防卫准备，就影响对其防卫意图的认定。[1]
- 偶然防卫——一方故意侵害他人的行为，偶然符合了防卫的其他条件。例如，甲正欲开车撞死乙，恰好乙正准备对丙实施抢劫，而且甲对乙的犯罪行为并不知情。这种情况下，甲不具有保护法益的主观意图，因此也不构成正当防卫。

关于偶然防卫是否成立正当防卫，学界是存在争议的，一般的，站在“结果无价值”的立场，主张犯罪应当有法益遭受侵害，认为即使没有防卫意识，但是客观上，偶然防卫并没有造成法益受到侵害的结果，所以（1），认为偶然防卫构成正当防卫；（2）认为偶然防卫虽然不构成正当防卫，但也不是犯罪。而站在“行为无价值”的立场，在考量行为性质的时候，往往强调行为人的主观意识也是左右行为性质的重要因素（即在考虑法益是否遭受侵害的同时，还平行地考虑行为人是否有恶性的主观），所以认为偶然防卫属于犯罪。

### 防衛行為
正当防卫必须针对不法侵害人进行。对于多人共同实施不法侵害的，既可以针对直接实施不法侵害的人进行防卫，也可以针对在现场共同实施不法侵害的人进行防卫。在共同犯罪的情况下，也只能对正在进行不法侵害的人进行防卫，而不能对其没有实行侵害行为的同伙进行防卫。否则叫做防卫第三者。如针对第三人进行防卫，则有可能构成故意犯罪或者假想防卫亦或是緊急避難。
明知侵害人是无刑事责任能力人或者限制刑事责任能力人的，应当尽量使用其他方式避免或者制止侵害；没有其他方式可以避免、制止不法侵害，或者不法侵害严重危及人身安全的，可以进行反击。

### 必要性原則
防卫行为必须在必要合理的限度内进行，否则就构成防卫过当。例如，甲欲对乙进行猥亵（“欲”指正在实施），乙的同伴丙见状将甲打倒在地，之后又用重物将甲打死。这就明显超过了正当防卫的必要限度。必须注意的是，并非超过必要限度的，都构成防卫过当，只有“明显”超过必要限度且造成重大损害的，才是防卫过当。
针对严重危及人身安全的暴力犯罪所进行的防卫，不会构成防卫过当（无限防卫权）。例如，甲欲对乙实施强奸（“欲”指正在实施），乙即使在防卫中将甲打死，也仍然属于正当防卫的范围。

## 防衛過當
防卫过当是指防卫行为明显超过必要限度造成重大损害的情形。在符合正当防卫五个条件的四个条件，只有防卫限度上明显超过必要限度，造成侵害者重大伤亡时，才构成防卫过当。

### 刑事责任
- 确定防卫过当的罪过，形式一般是过失，少数情况是间接故意。
- 防卫过当不是独立罪名，而是一种犯罪形态，应当根据具体案件中防卫过当的客观事实情节及主观罪过形式，按照刑法条文确定罪名。
- 量刑上应当负刑事责任，但应当减轻或免除处罚。

## 各个国家与地区立法例

### 臺灣
《中華民國刑法》第二十三條：

對於現在不法之侵害，而出於防衛自己或他人權利之行為，不罰。但防衛行為過當者，得減輕或免除其刑。
《民法》第149條：

對於現時不法之侵害，為防衛自己或他人之權利所為之行為，不負損害賠償之責。但已逾越必要程度者，仍應負相當賠償之責。

### 中国大陆
《中华人民共和国刑法》第二十条：

1. 为了使国家、公共利益、本人或者他人的人身、财产和其他权利免受正在进行的不法侵害，而采取的制止不法侵害的行为，对不法侵害人造成损害的，属于正当防卫，不负刑事责任。
2. 正当防卫明显超过必要限度造成重大损害的，应当负刑事责任，但是应当减轻或者免除处罚。
3. 对正在进行行凶、杀人、抢劫、强奸、绑架以及其他严重危及人身安全的暴力犯罪，采取防卫行为，造成不法侵害人伤亡的，不属于防卫过当，不负刑事责任。

2020年8月28日，最高人民法院、最高人民检察院、公安部印发《关于依法适用正当防卫制度的指导意见》，对正当防卫制度做了进一步规定。
类似地，《中華人民共和國民法典》第181条也规定：
因正当防卫造成损害的，不承担民事责任。
        正当防卫超过必要的限度，造成不应有的损害的，正当防卫人应当承担适当的民事责任。
正当防卫的本质在于制止不法侵害，保护法律所要保障之利益。正当防卫的客观特征是，法益正在受到不法侵害的时候，采取对不法侵害人造成损害的方法，制止不法侵害。正当防卫的主观特征是，在认识到不法侵害正在进行的情况下，意图保护法益不受侵害。
举例来说，某人在遭到歹徒抢劫的时候，奋起反抗，将歹徒打伤或者失手将歹徒打死，都有可能因为正当防卫而免除刑事责任。当然，正当防卫一旦超过一定的界限和强度，就容易演化为“防卫过当”和“假想防卫”。正当防卫通常要衡量限度，往往以不法侵害之手段和强度及防卫权益之性质作为考量依据，如果防卫过程中故意或过失侵害了他人的权益，则需要对超过必要限度的部分承担责任。

### 澳門
《澳门刑法典》第三十條（阻卻不法性）：
一、從法律秩序之整體加以考慮，認為事實之不法性為法律秩序所阻卻者，該事實不予處罰。
二、尤其在下列情況下作出之事實，非屬不法：
a）正當防衛；
（以下略）
第三十一條（正當防衛）：
為擊退對行為人本人或第三人受法律保護之利益正在進行之不法侵犯而作出之事實，如其係擊退該侵犯之必要方法者，為正當防衛。
第三十二條（防衛過當）：
一、在正當防衛時採用之方法過當者，該事實為不法，但得特別減輕刑罰。
二、因不可譴責於行為人之精神紊亂、恐懼或驚嚇而導致過當者，行為人不予處罰。

《澳门民法典》第三百二十九條（正當防衛）：
一、為排除行為人或第三人之人身或財產受正進行之違法侵犯而作之行為，只要係在不能以正常方法排除該侵犯之情況下作出，且行為所引致之損失並非明顯超越該侵犯可引致之損失者，視為正當。
二、即使防衛屬過當，只要過當係因行為人本身無過錯之精神紊亂、恐懼或驚嚇而引致者，其行為亦視為正當。
第三百三十條（對自助行為或正當防衛之前提具有之錯誤）：
如權利人因誤認符合自助行為或正當防衛之前提而作出行為，則必須賠償由此所引致之損失，但該錯誤屬可原諒者除外。

### 日本
在日本《最高裁判所刑事判例集》的多数案例中，正当防卫需遵循“武器对等原则”，只要武器反击空手，或刀斧反击木棒，都可能构成防卫过当。